# Mangora villeta
Mangora villeta là một loài nhện trong họ Araneidae.
Loài này thuộc chi Mangora. Mangora villeta được Herbert Walter Levi miêu tả năm 2007.